# Zingari (film 1916)
Zingari è un film del 1916, diretto da Ubaldo Maria Del Colle e Mario Gargiulo. La pellicola è tratta dall'omonima opera lirica del 1912 di Ruggero Leoncavallo.